# Nils Ingvar Nilsson
Nils Ingvar Nilsson, född 2 april 1925 i Lund, död 18 februari 2007 i Malmö, var en svensk målare och tecknare.
Nilsson studerade hos Otte Sköld och i utlandet. Han målade bland annat landskap från Nederländerna och stenbrott från Sicilien. Han är representerad i Malmö museum och Helsingborgs museum. Nilsson är begravd på Billinge kyrkogård.

## Filmografi
- 1971 – Julia och nattpappan (TV-serie)